# Bosse Ringholm
Bosse Ringholm, właśc. Bo Ingvar Karchimirer Ringholm (ur. 18 sierpnia 1942 w Falköping) – szwedzki polityk, działacz Szwedzkiej Socjaldemokratycznej Partii Robotniczej, poseł do Riksdagu, w latach 1999–2006 członek rządu Görana Perssona.

## Życiorys
Porzucił naukę w ostatniej klasie szkoły średniej w Skövde, gdy nie zdał części egzaminów. Zaangażował się w działalność polityczną w ramach Ligi Młodych Szwedzkiej Socjaldemokracji (SSU), w latach 1967–1972 pełnił funkcję jej przewodniczącego. Dołączył także do Szwedzkiej Socjaldemokratycznej Partii Robotniczej. W latach 1972–1976 był doradcą politycznym w resortach spraw wewnętrznych i pracy, następnie do 1982 dyrektorem w ministerstwie edukacji i nauki.
W latach 1973–1997 zasiadał w radzie regionu Sztokholm, był m.in. przewodniczącym frakcji socjaldemokratycznej. We władzach regionu odpowiadał za transport (1983–1985) oraz za finanse (1989–1991, 1994–1997). Od 1997 do 1999 pełnił funkcję dyrektora generalnego Arbetsmarknadsstyrelsen, instytucji nadzorującej rynek pracy.
W latach 1999–2006 wchodził w skład gabinetu Görana Perssona. Do 2004 sprawował urząd ministra finansów, następnie zajmował stanowisko wicepremiera. W latach 2005–2006 pełnił równocześnie funkcję ministra ds. koordynacji rządu, a w 2006 tymczasowo wykonywał obowiązki ministra spraw zagranicznych. W 2002 i 2006 wybierany na posła do Riksdagu, w szwedzkim parlamencie zasiadał do 2010.